# Стоїть в селі Суботові
Стоїть в селі Суботові — вірш Тараса Григоровича Шевченка, про церкву у селі Суботів, у якій був похований Богдан Хмельницький.

## Історія
Вірш «Стоїть в селі Суботові» Шевченко написав, перебуваючи 1845 року в селі Мар'янське в родині Олександра Лук'яновича.
Автограф вірша знаходиться в альбомі Шевченка «Три літа» безпосередньо після автографа поеми «Великий льох» під датою: 21 октября 1845, с. Марьинское, що означає, на думку українського літературознавця Олександра Білецького, що вірш «Стоїть в селі Суботові» не є самостійним твором, а епілогом «Великого льоху». 
Вірш «Стоїть в селі Суботові» вперше надрукований латино-польською транскрипцією в львівському часописі «Dziennik Literacki» («Літературний щоденник», 1861, № 62).

## Основнімеседжівірша
Вірш ніби підсумовує зміст поеми «Великий льох».
Шевченко з сарказмом і критично оцінює рішення Богдана Хмельницького стати Україні протекторатом царської Московії:
«Отаке-то, Зіновію,

Олексіїв друже!

Ти все оддав приятелям.

А їм і байдуже.»

Можливо, наміри Хмельницького й були добрі:
«Щоб москаль добром і лихом

З козаком ділився.»

Але все закінчилося погано:
«Не так воно стало;

Москалики, що заздріли,

То все очухрали.

Могили вже розривають

Та грошей шукають,

Льохи твої розкопують

Та тебе ж і лають …»

Та ще й московити про землі України говорять:
«Кажуть, бачиш, що все то те

Таки й було наше.

Що вони тільки наймали

Татарам на пашу

Та полякам …»

Тобто, стверджують, що в Україні нічого українського немає!

## Інше
- Тоталітарне радянське літературознавство побоювалось національного трактування віршу[4]

|  | «…Спроби українських буржуазних націоналістів трактувати твір в антиросійському дусі, вириваючи його з реально-історичного тла епохи, є антинауковими й одверто фальсифікаторськими». |

- У 1989 році гурт «Кому вниз» поклав слова цього вірша на музику.